# Dominique Delestre
Dominique Delestre (ur. 18 lutego 1955 roku w Nancy) – francuski kierowca wyścigowy.

## Kariera
Delestre rozpoczął karierę w międzynarodowych wyścigach samochodowych w 1990 roku od startów we Francuskiej Formule Renault, gdzie jednak nie zdobywał punktów. Trzy lata później w tej samej serii był dziewiąty. W późniejszych latach pojawiał się także w stawce Francuskiej Formuły 3, Formuły 3000 oraz World Sports-Prototype Championship.
W Formule 3000 Francuz startował w latach 1986-1987, 1989. Jednak w żadnych z czterech wyścigów, w których wystartował, nie zdołał zdobyć punkty.